# 川井一男
川井 一男（かわい かずお）は、日本の元卓球選手。現役時代は日本代表として世界卓球選手権で金メダルを獲得した。

## 経歴
1952年度、全日本卓球選手権大会では後藤英子と出場した混合ダブルス決勝で本庄俊彦 / 西村登美江組に1-2で敗れ準優勝。
1953年度、東京で行われたアジア卓球選手権でシングルスで銅メダル。団体では荻村伊智朗、田舛吉二、富田芳雄とともに金メダルを獲得。全日本選手権で後藤と出場した混合ダブルス決勝で荻村 / 関澄子組を2-1で破り初優勝。
1954年度、ウェンブリー (イングランド) で行われた第21回世界卓球選手権では田舛と出場した男子ダブルスで16強。団体では荻村、田舛、富田とともに金メダルを獲得。全日本選手権では後藤と出場した混合ダブルス決勝で金井倍郎 / 中村智恵子組を2-0で破り2連覇。
1956年度、東京で行われた第23回世界卓球選手権ではシングルス準々決勝で田中利明 (日本)に1-3で敗退。田坂清子と出場した混合ダブルスでは荻村 / 渡辺妃生子組 (日本)に0-3で敗れ16強。

## 表彰
- 朝日スポーツ賞 (1954年) [5]